# Jämtön
Jämtön – miejscowość (tätort) w Szwecji, w regionie administracyjnym (län) Norrbotten, w gminie Luleå.
Według danych Szwedzkiego Urzędu Statystycznego liczba ludności wyniosła: 203 (31 grudnia 2015), 216 (31 grudnia 2018) i 209 (31 grudnia 2019).